# Tristan Luneau
Tristan Luneau (Victoriaville, 12 gennaio 2004) è un hockeista su ghiaccio canadese, difensore degli Anaheim Ducks.
Luneau è stato scelto dagli stessi Ducks con la 53ª scelta assoluta nel Draft 2022. Attualmente è nel roster dei San Diego Gulls, la squadra affiliata dei Ducks nel campionato AHL.

## Carriera professionistica

### Giovanili
Tristan Luneau comincia a muovere i primi passi nell'hockey su ghiaccio negli Estacades de Trois-Rivières all'età di 14 anni, giocando insieme a ragazzi di età molto superiore alla sua dato che gli Estacades militano in un campionato Under-18. All'età di 15 e 16 anni è addirittura nominato capitano della squadra, per poi essere nominato come difensore dell'anno delle minor leagues del Québec grazie ai suoi 30 punti messi a referto in 37 partite. Luneau si impegna ufficialmente ad iscriversi alla University of Wisconsin-Madison per militare con i Badgers, ma successivamente ritira il suo impegno formale dopo essere stato scelto dai Gatineau Olympiques con la 1ª scelta assoluta nel draft della Quebec Major Junior Hockey League (QMJHL).
Nella stagione 2020-21, la prima con gli Olympiques, Luneau colleziona 31 presenze con 4 goal e 14 assist, venendo nominato defensive rookie dell'anno. Nella successiva stagione 2021-22 il suo impegno aumenta, arrivando a disputare 70 partite in cui fa registrare 49 punti (con 12 reti segnate). Grazie alle sue prestazioni viene quindi selezionato per disputare il CHL/NHL Top Prospects Game (in cui è anche alternate captain della sua selezione), per poi essere scelto dagli Anaheim Ducks con la 53ª scelta assoluta al Draft 2022.

### Anaheim Ducks
Avendo meno di 20 anni, per la stagione 2022-23 i Ducks decidono di continuare a farlo crescere in QMJHL con gli Olympiques; in quell'annata vince l'Emile Bouchard Trophy come miglior difensore della QMJHL, guidando la classifica di tutti i suoi pari ruolo della lega con 83 punti messi a referto durante la regular season, oltre ai 17 nei successivi playoff.
Il 5 settembre 2023 Luneau firma il suo primo contratto NHL, con un entry-level contract triennale che lo lega agli Anaheim Ducks. Dopo aver partecipato al training camp con i Ducks, viene confermato nel roster nella gara d'esordio stagionale e debutta il 19 ottobre 2023 contro i Dallas Stars, affiancando nella coppia difensiva Cam Fowler (partita finita con una sconfitta per 3–2). Il 3 novembre successivo i Ducks decidono di farlo sviluppare in AHL con la loro squadra affiliata, i San Diego Gulls. Il suo primo punto da professionista arriva l'8 novembre 2023, in una gara contro i Coachella Valley Firebirds. Il 17 novembre 2023 viene quindi richiamato dai Ducks in NHL dopo sole 6 presenze con i Gulls. Il 30 novembre 2023, in una sconfitta contro i Washington Capitals, Luneau segna la sua prima rete in NHL trafiggendo il goalie Darcy Kuemper. Tuttavia, nel dicembre 2023, mentre è convocato con la nazionale Under-20 canadese, contrae un'infezione virale che lo tiene fuori dal ghiaccio per tutto il resto della stagione 2023-24.
Dopo aver recuperato dall'infezione, nella stagione 2024-25 totalizza 6 presenze con i Ducks in NHL, mentre passa il resto della stagione in AHL con i San Diego Gulls. Con questi ultimi è il top assistman della squadra, nonché di tutta la AHL; addirittura mette insieme una striscia di 11 partite consecutive con almeno 1 assist a gara (evento avvenuto per la 3ª volta nella storia della lega). Luneau viene quindi nominato nell'AHL All-Rookie Team.

## Nazionale
Tristan Luneau fa parte della nazionale canadese che partecipa alle Olimpiadi invernali giovanili del 2020, rivestendo il ruolo di alternate captain. Viene poi convocato per i Mondiali Under-20 del 2024, ma contrae un'infezione virale e non può disputare nemmeno una gara (rimpiazzato da Jorian Donovan).

## Vita privata
Luneau è nato a Victoriaville, nella provincia canadese del Québec, il 12 gennaio 2004. Entrambi i suoi genitori sono stati atleti, come anche i suoi tre fratelli maggiori.

## Palmarès

### Individuale

#### QMJHL
- Raymond Lagacé Trophy (2021)[6]
- RDS Cup (2021)[6]
- All-Rookie Team (2021)[16]
- Emile Bouchard Trophy (2023)[7]
- First All-Star Team (2023)[16]

#### AHL
- All-Rookie Team (2025)[14]